# Alexandre Galopin

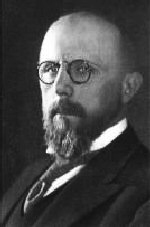
Alexandre Galopin

Alexandre Marie Albert Galopin (* 26. September 1879 in Gent; † 28. Februar 1944 in Etterbeek) war ein belgischer Industrieller und Bankier.

## Leben und Wirken
Alexandre Galopin war der Sohn des Rechtswissenschaftlers und späteren Rektors der Universität Lüttich Gérard Galopin (1849–1921) und der Marie Schindeler. Er absolvierte bis 1902 ein Studium als Bauingenieur und vertiefte dieses mit Studienaufenthalten in Frankreich, England und Deutschland. 
Im Jahr 1904 wurde Galopin als technischer Assistent in der Waffenfabrik Fabrique Nationale d’Armes de Guerre in Herstal bei Lüttich übernommen und stieg dort bis zum stellvertretenden Direktor auf. Anfang des Ersten Weltkriegs wurde die Fabrik geschlossen und Galopin zog über Antwerpen nach Le Havre, wo er über die belgische Exilregierung von Charles de Broqueville Kontakt zum französischen Rüstungsminister  Albert Thomas erhielt, der ihn unter anderem als externen Berater für die französischen Waffenfabriken einsetzte. 
Nach dem Krieg erhielt Galopin ein Angebot, weiterhin für die französische Waffenindustrie zu arbeiten, er lehnte jedoch ab und kehrte wieder nach Belgien zurück, nachdem er von der französischen Regierung noch mit der Aufnahme in die Ehrenlegion geehrt worden war. In seiner früheren Firma Fabrique Nationale übernahm er nun die Geschäftsleitung und wurde zudem im Auftrag der Regierung als Experte in die belgische Delegation zu den Verhandlungen zum Friedensvertrag von Versailles und 1922 zur Konferenz von Genua berufen. 
Nachdem Galopin bereits im Jahr 1905 Mitbegründer der „Union minière du Haut Katanga“, einer Tochtergesellschaft der Société générale de Belgique, gewesen war, wurde er im Jahr 1923 zum Direktor der Société générale bestellt, die zugleich auch Hauptaktionär der Fabrique Nationale war. In der Société wurde er 1933 zum Vizegouverneur und 1935 als Nachfolger von Lucien Emile Francqui zum Gouverneur ernannt, was vergleichbar ist mit dem Vorsitz des Verwaltungsrates. 
Darüber hinaus wurde Galopin zum Vorsitzenden des Verwaltungsrates der Société Anonyme des Mines et Fonderies de Zinc de la Vieille-Montagne mit Sitz in Angleur und zum Vorstandsvorsitzenden der S. A. Cockerill sowie in den Regentenrat der Belgischen Nationalbank und später zum Vizepräsidenten der Bank für Internationalen Zahlungsausgleich in Basel gewählt.
Mit Beginn des Zweiten Weltkriegs gründete Galopin im Juli 1940 das nach ihm benannte „Galopin-Komitee“, das die „Galopin-Doktrin“ entwickelte, mit der er sich in wirtschaftlicher Hinsicht mit den deutschen Besatzern arrangieren wollte, ihn aber bei diesen zunehmend als Widerständler in Misskredit brachte. Dies führte am 28. Februar 1944 um 20:30 Uhr zu seiner Ermordung vor seiner Wohnung am Boulevard Saint Michel in Brüssel, die mit Zustimmung Heinrich Himmlers von Nazi-Kollaborateuren und Mitgliedern der SS, angeführt von Robert Jan Verbelen, vollstreckt wurde. Galopin wurde auf dem Friedhof St. Gilles in Lüttich beigesetzt. Er hinterließ seine Ehefrau Élisabeth Louise Germaine Verriest (1879–1966) sowie drei verheiratete Töchter und mehrere Enkelkinder.
Nach dem Krieg wurde Galopin posthum noch in vielfältiger Weise für seine patriotische Haltung geehrt. Im Jahr 1948 verlieh ihm Paul-Henri Spaak sowohl die Ehrenauszeichnung eines Großoffiziers des Ordens der belgischen Krone mit goldgesäumten Bändern als auch das Zivilkreuz Erster Klasse 1940–1945 für Verdienste um das Vaterland. Bereits in früheren Jahren hatte Galopin die Kommandeursauszeichnung des Leopoldsordens erhalten.  
Darüber hinaus taufte 1946 die belgische Schifffahrtsgesellschaft eines ihrer Linienschiffe auf den Namen Gouverneur Galopin und mehrere Straßen wurden nach Alexandre Galopin umbenannt: im Ortsteil Maizeret von Andenne die „Rue Gouverneur Alexandre Galopin“, in Etterbeek die „Avenue Alexandre Galopin“ und in Genk die „Gouverneur Alexander Galopinstraat“.

### Galopin-Doktrin
Das Galopin-Komitee bestand aus angesehenen und einflussreichen Vertretern der Belgischen Holdinggesellschaften, darunter der Société générale, Vertretern der Hochfinanz wie beispielsweise der Belgischen Nationalbank und der Belgischen Kreditbank sowie Vertretern der Industrie und der Politik, vertreten unter anderem durch Paul-Henri Spaak, Camille Gutt, Paul Tschoffen und Albert-Edouard Janssen. Dieses Komitee, das unter der deutschen Besatzung wie eine Schattenregierung agierte, entwickelte die „Galopin-Doktrin“, bei der es in erster Linie darum ging, die Kontrolle über Schlüsselsektoren der belgischen Wirtschaft, vor allem über die Bergbau-, Stahl- und Metallwerke zu behalten und eine Stilllegung oder Auslagerung nach Deutschland durch die Besatzer zu verhindern sowie Maßnahmen zur Sicherung der Wettbewerbsfähigkeit für die Zeit nach dem Krieg zu ergreifen. Als weiterer Aspekt der Doktrin wurde beschlossen, dass bestimmte Unternehmen möglichst keine Entlassungen vornehmen, sondern im Gegenteil mehr Personal einstellen sollten als nötig, um massive Arbeitslosigkeit und Abschiebung von Arbeitskräften nach Deutschland, wie dies während des Ersten Weltkriegs der Fall gewesen war, zu vermeiden. Dabei wurden jedoch eine Reihe von Einschränkungen beschlossen und unter anderem verboten, Waffen, Munition und sonstige Rüstungsgüter herzustellen oder kriegsrelevante Unterstützung zu leisten. 
Im Austausch für diese „begrenzte Zusammenarbeit“ sollte in Abstimmung mit den Besatzern die Einfuhr von notwendigen Lebensmitteln gewährleistet werden, die bisher wegen der britischen Blockade ausschließlich aus den von Deutschland kontrollierten Gebieten importiert werden konnten.
Als weitere Aufgabe vereinbarten die Mitglieder des Galopin-Komitees mit Zustimmung der Société Générale und den Banken, mit freiwilligen Beiträgen zweckgebundene finanzielle Hilfen zu gewährleisten. Von den eingesammelten rund 40 Millionen Belgischen Franken profitierten vor allem Gewerkschaften, Parteien, Beamte, geschlossene Universitäten und auch die Geheimarmee Belgiens (Armée Secrète).
Dabei blieben Galopin und seine Mitstreiter in ständigem Dialog mit Abgesandten der in London weilenden belgischen Exilregierung und es fanden regelmäßige konspirative Treffs unter anderem in Galopins Stadtwohnung in Brüssel statt. Dabei wurde zwar die vom Galopin-Komitee verfolgte Politik von der gesetzgebenden Gewalt bestätigt, jedoch in der belgischen Bevölkerung als eine Form des Kollaborationsismus wahrgenommen. Die Umsetzung der Galopin-Doktrin erwies sich in der Praxis jedoch zunehmend als schwierig, da die deutschen Besatzer stetig den Druck bei den Verhandlungen erhöhten und im Dezember 1940 den Austausch von Lebensmitteln gegen Industrieprodukte ablehnten. Dennoch konnte an den Richtlinien weitestgehend festgehalten werden und bei Nachverhandlungen in den Jahren 1941 und 1942 auch weitere Kompromisse erreicht werden, obwohl sich sowohl die Einführung des Pflichtarbeitsdienstes in Belgien als auch die Abschiebung von Belgiern als Zwangsarbeiter in Deutschland ab Oktober 1942 nicht mehr verhindern ließen.
Wenige Monate nach der Ermordung Galopins löste sich das Galopin-Komitee auf.